# Fața lui Nan, Buzău

Fața lui Nan este un sat în comuna Cozieni din județul Buzău, Muntenia, România. Se află în zona Subcarpaților de Curbură.

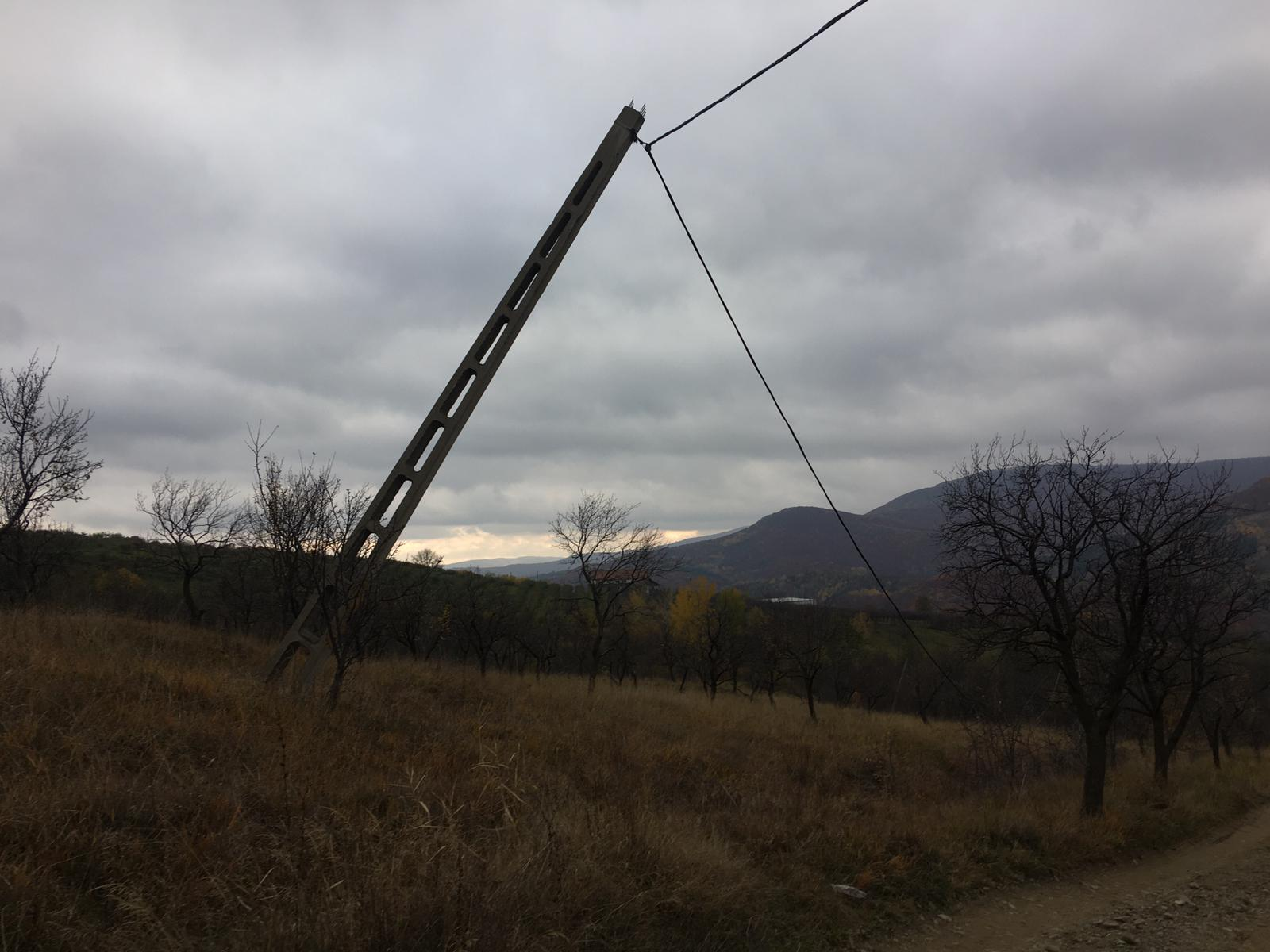
Stâlp electric in pericol de cadere între Fața lui Nan și drumul județean DJ203L in Bălănești